# قزل‌حصار بالا
قزل‌حصار بالا روستایی در دهستان بالا دشت بخش مرکزی شهرستان گرمه استان خراسان شمالی ایران است.

## جمعیت
بر پایه سرشماری عمومی نفوس و مسکن در سال ۱۳۹۵ جمعیت این مکان ۱۳۱ نفر (۳۷خانوار) بوده‌است.